# Brassia caudata
Brassia caudata (tên tiếng Anh là Tailed Brassia) là một loài phong lan.

## Hình ảnh

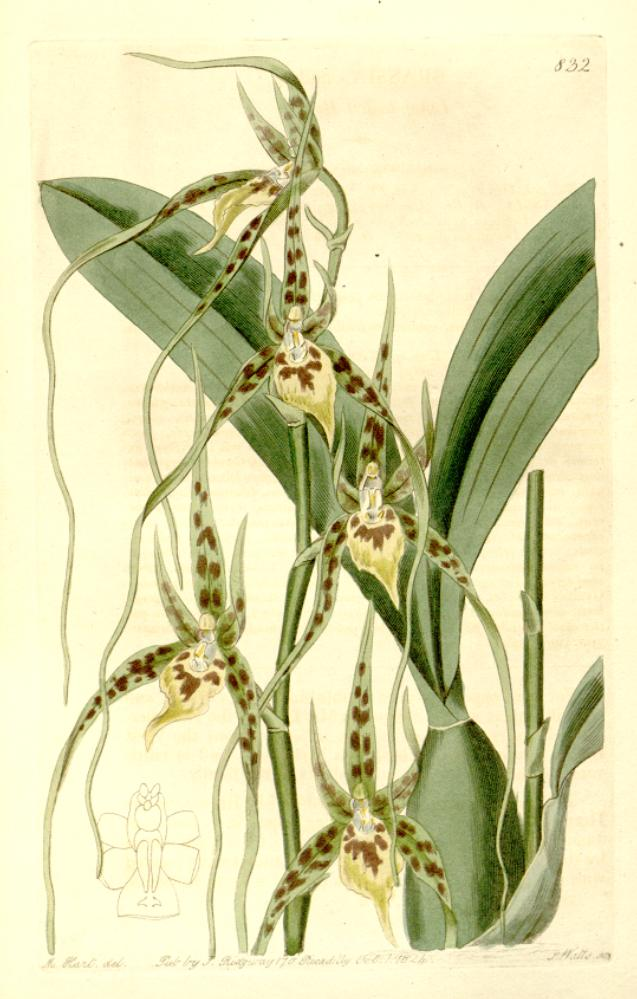
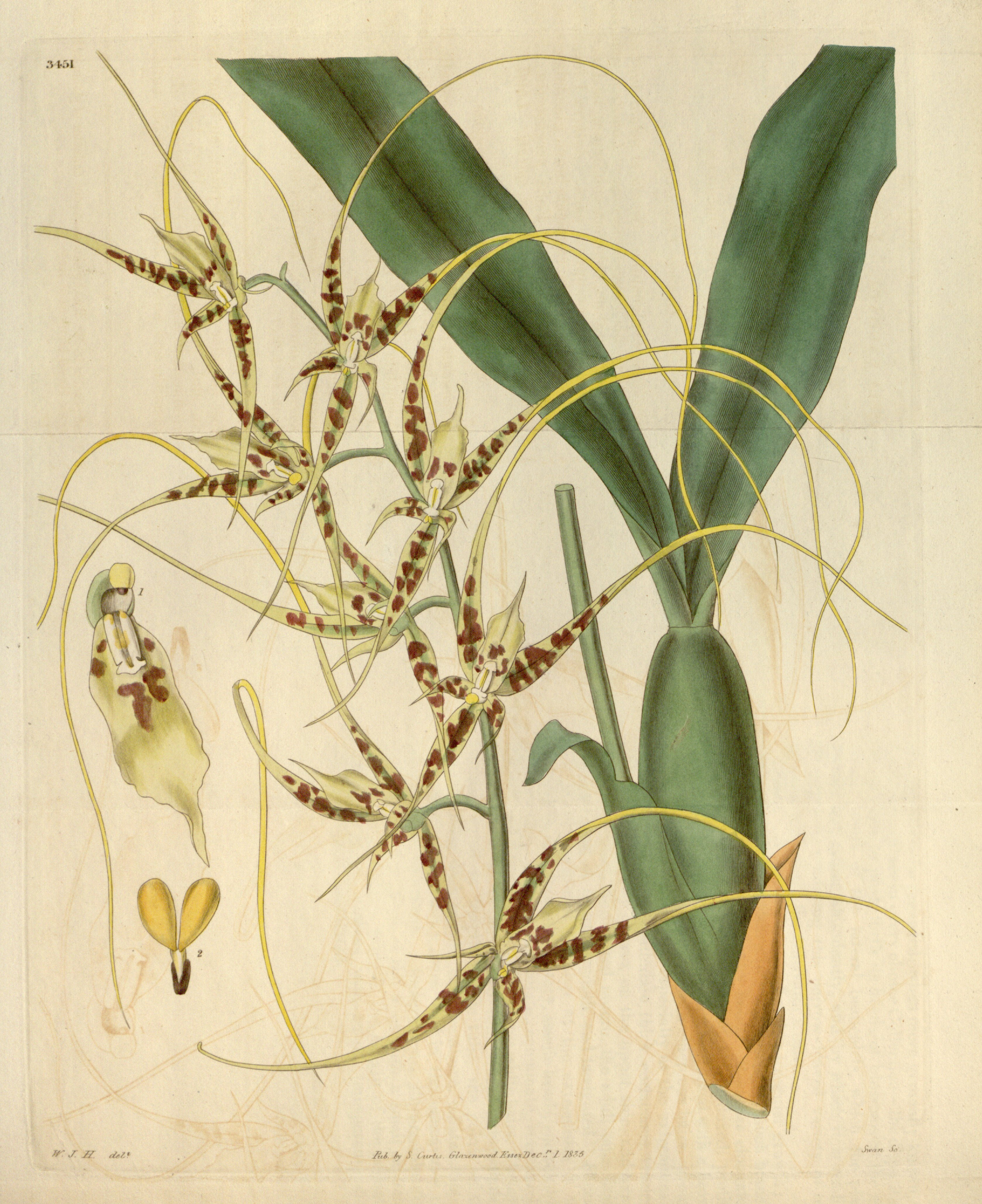
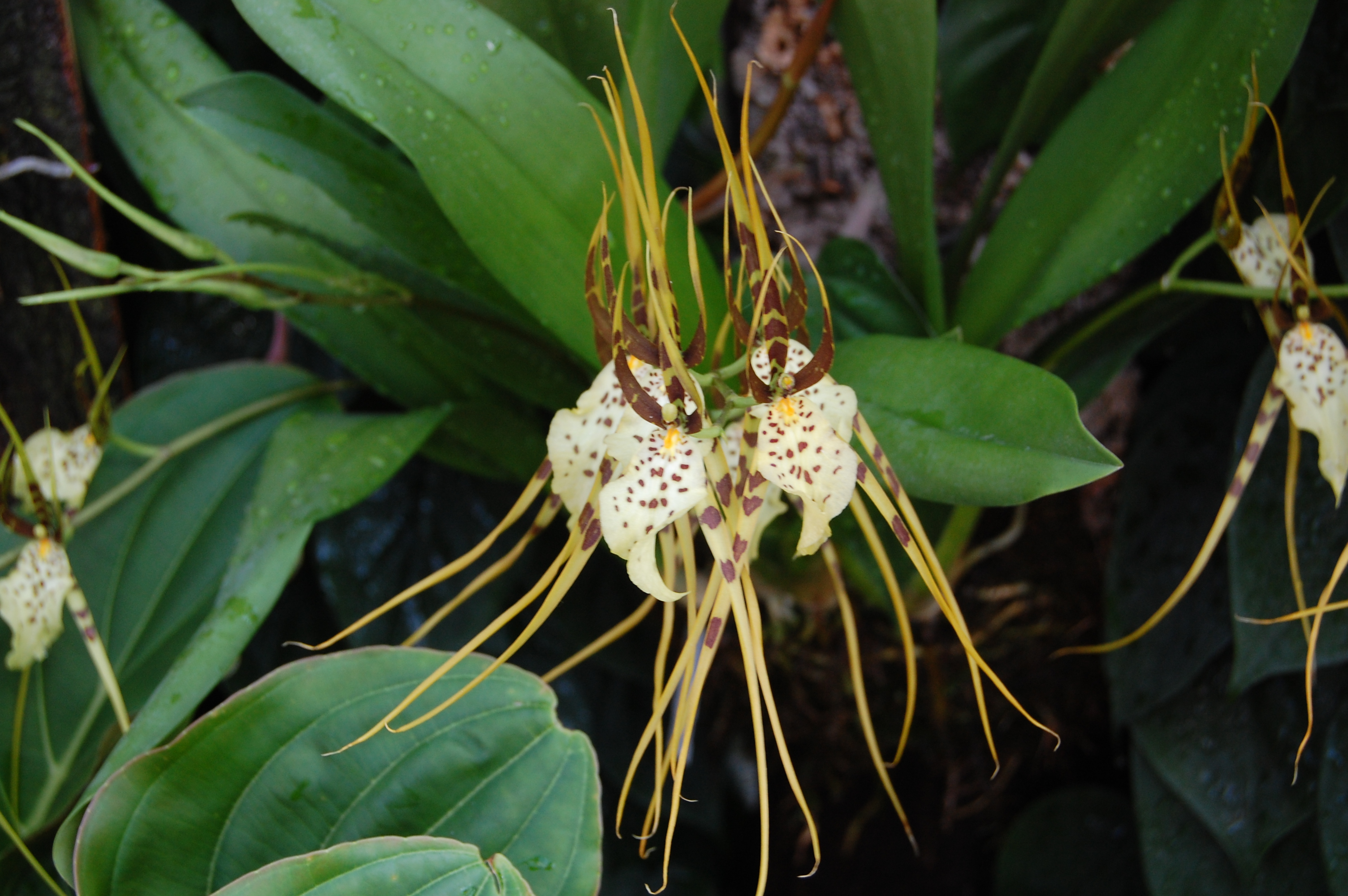
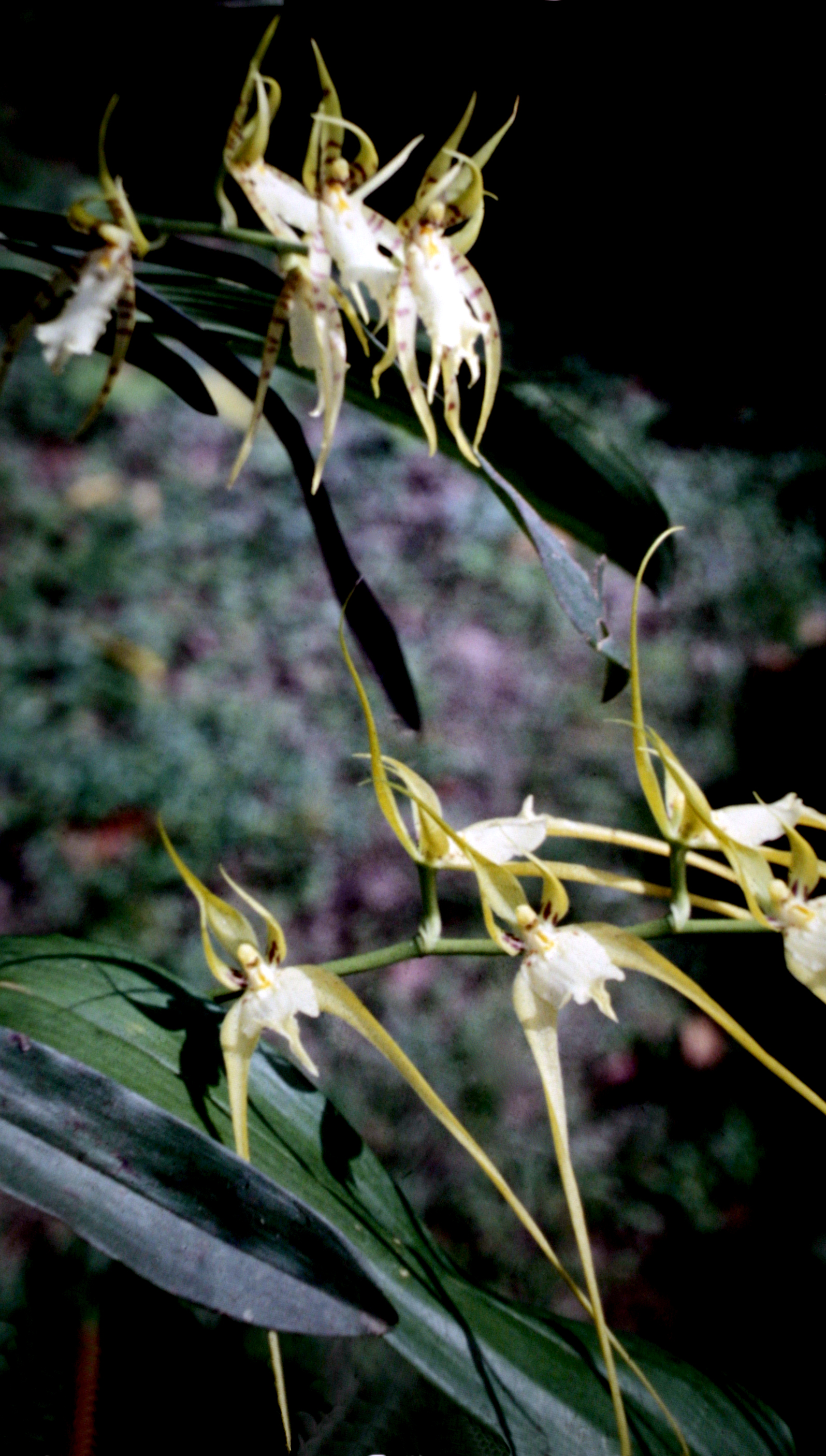